# إدوارد جايلز
إدوارد جايلز (بالإنجليزية: Edward Hollingworth Giles)‏ هو فلاح وسياسي بريطاني وأسترالي (وحمل سابقاً جنسية المملكة المتحدة لبريطانيا العظمى وأيرلندا)، ولد في 5 أبريل 1882 في أستراليا، وتوفي في 21 يوليو 1946. حزبياً، نشط في Liberal Federation ‏ (16 أكتوبر 1923 – 9 يونيو 1932) وتحالف الليبرالية والريفي (9 يونيو 1932 – ) وLiberal Union (South Australia) ‏ ( – 16 أكتوبر 1923).

## مناصب
- انتخب District Chairman of Yorketown ‏ (1932 – ).
- انتخب District Chairman of Melville ‏.
- انتخب Member of the District Council of Melville ‏.
- انتخب عضو مجلس النواب جنوب أستراليا من الجمعية عن دائرة Electoral district of Yorke Peninsula [الإنجليزية]‏ وقد انضم خلال فترته النيابية (20 يناير 1926 – 7 أبريل 1933)  للكتلة البرلمانية Liberal Federation [الإنجليزية]‏.